# Cosmosoma caeca
Cosmosoma caeca là một loài bướm đêm thuộc phân họ Arctiinae, họ Erebidae.